# Unka
Unka (cyr. Унка) – wieś w Bośni i Hercegowinie, w Republice Serbskiej, w gminie Brod. W 2013 roku liczyła 134 mieszkańców.